# Demografische druk
Demografische druk of bevolkingsdruk wordt gebruikt in de demografie om de verhouding uit te drukken tussen dat deel van de bevolking in de leeftijd van 20 tot 65 jaar en dat deel wat ouder of jonger is. Op deze manier geeft het een goed beeld van de economische draagkracht van een land. Burgers in het leeftijdscohort van 20-65 jaar zullen immers in de meeste gevallen een nettobijdrage leveren aan de economie van het land of regio terwijl jongeren en ouderen vooral op de begroting drukken (door kosten voor scholing, verzorging, opvang enz.). Demografische druk wordt ook wel nader onderscheiden in groene  en grijze druk.
groene drukbetreft in dat geval de verhouding tussen het aandeel 0-20 en 20-65
grijze drukstaat voor de verhouding tussen het aandeel 65+ en 20-65
De grijze druk is het hoogst in landen die zich in fase 4 of 5 van de demografische transitie bevinden. In fase 1 is juist de groene druk heel hoog. Als de demografische druk relatief laag is wordt er ook wel van demografisch dividend gesproken. Hiervan is vooral sprake in fase 2 en 3 van de demografische transitie. Het is bij uitstek de periode waarin een land grote economische groei kan doormaken.